# L.57

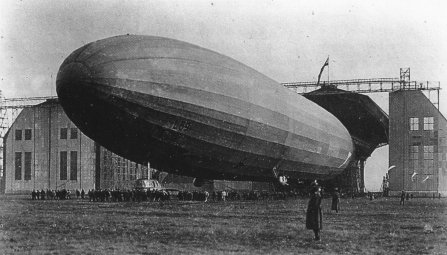
Bliźniaczy, zbudowany później „L.59” („LZ.104”).

L.57 (LZ.102) – niemiecki sterowiec zbudowany w 1917, pierwszy w liczącego dwie jednostki typu w zbudowany specjalnie do wzięcia udziału w operacji China-Sache. Sterowiec został zniszczony w czasie lotu próbnego 7 listopada, co pomimo zbudowania następnego sterowca tego samego typu „L.59” przyczyniło się do opóźnienia i późniejszego fiaska całej operacji.

## Opis konstrukcji
„L.57” powstał w wyniku przedudowania powstającego właśnie „L.53”. Należący do typu v sterowiec został wydłużony o 15 metrów tworząc w ten sposób nowy typ w znany także jako Afrika-Zeppelin – wraz ze zbudowanym nieco później „L.59” były to największe statki powietrzne skonstruowane do tego czasu.
Zarówno „L.57” jak i późniejszy „L.59” zostały zbudowane tak, aby możliwie najwięcej z ich elementów konstrukcyjnych mogło być wykorzystane do innych celów. Zewnętrzne powłoka została wykonana z czystego jedwabiu przeznaczonego do późniejszego wykorzystania na mundury. Materiał z którego wykonano powłoki komór gazowych mógł być wykorzystany do wykonania śpiworów. Z duraluminiowych elementów konstrukcji można było zrobić lekkie nosze, ramy przenośnych domów i radiowych wież transmisyjnych.
Sterowiec liczył 226,5 metrów długości, jego średnica wynosiła 23,9 metrów.  Całkowita pojemność wynosiła 68 500m3, udźwig maksymalny wynosił do 23 500 kg.  Sterowiec napędzany był pięcioma silnikami Maybach o mocy 180 kW każdy. Jego prędkość maksymalna wynosiła 103 km/h.

## Historia
Pierwszy lot nowego sterowca odbył się 26 września 1917 w bazie Friedrichshafen. Ponieważ lot do Afryki w ramach operacji China-Sache miał się odbyć tylko w jedną stroną (sterowiec nie byłby zdolny powrócić do Niemiec z powodu strat wodoru w trakcie lotu) na jego dowódcę został wybrany stosunkowo mało doświadczony Korvettenkapitän (komandor podporucznik) Ludwig Bockholt (nie chciano tracić doświadczonego dowódcy w jednorazowym locie w jedną stronę).
Według Bockholta „L.57” był trudny w sterowaniu i miał zbyt małą moc silników ale zdecydowano, że pomimo tego zostanie on wysłany na misję do Afryki.  Po dwóch dodatkowych lotach próbnych „L.57” poleciał do bazy w Jüterbogu gdzie na jego pokład załadowano przeznaczony do Afryki ładunek, w tym 85 skrzyń z różnego rodzaju zaopatrzeniem medycznym. Załadunek został zakończony w południe 7 listopada.
W czasie wcześniejszych lotów nie przeprowadzono żadnych prób z pełną mocą silników i już po załadowaniu zaopatrzenia na pokład „L.57” Bockholt zdecydował się na przeprowadzenie takich prób tego samego wieczoru. Pomimo wzrastającego wiatru Bockholt rozkazał wyprowadzenia sterowca z hangaru co o mało nie zakończyło się katastrofą z powodu silnych podmuchów wiatru. Bockholt zdecydował się na przeczekanie nadciągającej burzy w powietrzu, zwlekał jednak ze startem czekając na dostawę żywności i ciepłych ubrań na pokład sterowca. Tuż przed północą silny podmuch wiatru uderzył sterowcem o ziemię uszkadzając go. Około 40 minut po północy wiatr zmalał na tyle, że zdecydowano iż możliwe będzie wprowadzanie „L.57” do hangaru, jednak tuż przed drzwiami hangaru sterowiec nagle wzbił się na 20 metrów w powietrze i silny podmuch wiatru zaczął go ciągnąć przez pole pomimo wysiłków obsługi naziemnej. Bockholt wypuścił gaz z komór gazowych sterowca i rozkazał żołnierzom na dodatkowe przestrzelenia niektórych z komór aby przyspieszyć opróżnianie go z gazu. Pomimo wszystkich wysiłków wiatr ponownie zabrał ze sobą uszkodzony sterowiec, który około godziny drugiej nad razem zapalił się. Podsycany paliwem i amunicją pożar palił się do rana, na pokładzie statku powietrznego spłonęło także całe cenne zaopatrzenie medyczne.